# Gusztáv felfedezi magát
A Gusztáv felfedezi magát a Gusztáv című rajzfilmsorozat harmadik évadának tizenkettedik epizódja.

## Rövid tartalom
Gusztáv fejébe száll a dicsőség, még a mentőautóban is operaénekesnek képzeli magát.

## Alkotók
- Rendezte: Jankovics Marcell
- Írta: Dargay Attila, Jankovics Marcell, Nepp József
- Zenéjét szerezte: Pethő Zsolt
- Operatőr: Henrik Irén
- Hangmérnök: Horváth Domonkos
- Vágó: Czipauer János
- Tervezte: Ternovszky Béla
- Háttér: Szálas Gabriella
- Rajzolták: Kaszner Béláné, Zsilli Mária
- Színes technika: Boros Magda, Dobrányi Géza
- Gyártásvezető: Bártfai Miklós

Készítette a Pannónia Filmstúdió.